# ليندا باول
ليندا باول (بالإنجليزية: Linda Powell)‏ هي ممثلة أمريكية، ولدت في 1966 في Fort Benning ‏ في الولايات المتحدة.

## وصلات خارجية
- الموقع الرسمي
- ليندا باول على موقع IMDb (الإنجليزية)
- ليندا باول على موقع قاعدة بيانات برودواي على الإنترنت (الإنجليزية)
- ليندا باول على موقع قاعدة بيانات الفيلم (الإنجليزية)